# Mohamed Ali Camara
Mohamed Ali Camara (Kérouané, 28 agosto 1997) è un calciatore guineano, difensore del Maccabi Tel Aviv e della nazionale guineana.

## Caratteristiche tecniche
È un difensore centrale.

## Carriera

### Club
Ha esordito fra i professionisti il 29 luglio 2017 con la maglia dell'Hapoel Ra'anana in occasione del match di Coppa Toto perso 1-0 contro il Maccabi Petah Tikva.
Nel 2018 è stato acquistato dallo Young Boys.

### Nazionale
Con la nazionale Under-20 guineana ha disputato il Campionato mondiale di calcio Under-20 2017.
Nel 2019 ha esordito in nazionale maggiore, con la quale ha partecipato alla Coppa d'Africa 2021 e alla Coppa d'Africa 2023.

## Statistiche

### Presenze e reti nei club
Statistiche aggiornate al 17 aprile 2025.
| Stagione          | Squadra           | Campionato        | Campionato | Campionato | Coppe nazionali | Coppe nazionali | Coppe nazionali | Coppe continentali | Coppe continentali | Coppe continentali | Altre coppe | Altre coppe | Altre coppe | Totale | Totale | Totale |
| Stagione          | Squadra           | Comp              | Pres       | Reti       | Comp            | Pres            | Reti            | Comp               | Pres               | Reti               | Comp        | Pres        | Reti        | Pres   | Reti   |        |
| ----------------- | ----------------- | ----------------- | ---------- | ---------- | --------------- | --------------- | --------------- | ------------------ | ------------------ | ------------------ | ----------- | ----------- | ----------- | ------ | ------ | ------ |
| 2017-2018         | Hapoel Ra'anana   | LHA               | 29         | 3          | CI+TC           | 5+4             | 1+0             |                    | -                  | -                  |             | -           | -           | 38     | 4      |        |
| 2018-2019         | Young Boys        | SL                | 14         | 2          | CS              | 4               | 1               | UCL                | 4                  | 0                  | -           | -           | -           | 22     | 3      |        |
| 2019-2020         | Young Boys        | SL                | 9          | 1          | CS              | 2               | 0               | UCL+UEL            | -                  | -                  | -           | -           | -           | 11     | 1      |        |
| 2020-2021         | Young Boys        | SL                | 29         | 0          | CS              | 1               | 0               | UCL+UEL            | 2+6                | 0                  | -           | -           | -           | 38     | 0      |        |
| 2021-2022         | Young Boys        | SL                | 22         | 2          | CS              | 2               | 0               | UCL                | 10                 | 0                  | -           | -           | -           | 34     | 2      |        |
| 2022-2023         | Young Boys        | SL                | 12         | 0          | CS              | 2               | 0               | UECL               | 5                  | 0                  | -           | -           | -           | 19     | 0      |        |
| 2023-2024         | Young Boys        | SL                | 29         | 1          | CS              | 2               | 0               | UCL+UEL            | 7+1                | 0+0                | -           | -           | -           | 39     | 1      |        |
| 2024-2025         | Young Boys        | SL                | 18         | 0          | CS              | 2               | 0               | UCL                | 8                  | 0                  | -           | -           | -           | 28     | 0      |        |
| Totale Young Boys | Totale Young Boys | Totale Young Boys | 133        | 6          |                 | 15              | 1               |                    | 43                 | 0                  |             | -           | -           | 191    | 7      |        |
| Totale carriera   | Totale carriera   | Totale carriera   | 162        | 9          |                 | 24              | 2               |                    | 43                 | 0                  |             | -           | -           | 229    | 11     |        |

## Palmarès

### Club

#### Competizioni nazionali
- Campionato svizzero: 5

Young Boys: 2018-2019, 2019-2020, 2020-2021, 2022-2023, 2023-2024
- Coppa Svizzera: 2

Young Boys: 2019-2020, 2022-2023